# Echenais
Genre
Echenais est un genre d'insectes lépidoptères de la famille des Riodinidae qui ne comprend qu'une seule espèce Echenais thelephus.

## Dénomination
Le nom Echenais leur a été donné par Jacob Hübner en 1819.

## Espèce
Echenais thelephus (Cramer, [1775]) est présent au Brésil.

### Source
- Echenais sur funet